# Super10Kampf
Der Super10Kampf ist ein seit 1977 von der Stiftung Schweizer Sporthilfe organisierter Unterhaltungsevent. Er findet alljährlich Ende Oktober statt. 
Der Super10Kampf besteht aus verschiedenen sportlich herausfordernden Geschicklichkeitsspielen und findet vor rund 12'000 Zuschauern jeweils im Zürcher Hallenstadion statt. Die 15 bis 20 Teilnehmer stammen aus dem Schweizer Spitzensport und Showbusiness. Die Einnahmen werden für die Förderung des Schweizer Nachwuchssports verwendet. Der in der Bevölkerung beliebte Event wird zeitverschoben auch im Schweizer Fernsehen ausgestrahlt. 